# جون هاي ويتني
جون هاي ويتني (بالإنجليزية: John Hay Whitney)‏ هو ناشر ودبلوماسي أمريكي، ولد في 27 أغسطس 1904 في إلسورث في الولايات المتحدة، وتوفي في 8 فبراير 1982 في مانهاست في الولايات المتحدة.

## وصلات خارجية
- جون هاي ويتني على موقع IMDb (الإنجليزية)
- جون هاي ويتني على موقع الموسوعة البريطانية (الإنجليزية)
- جون هاي ويتني على موقع مونزينجر (الألمانية)
- جون هاي ويتني على موقع إن إن دي بي (الإنجليزية)
- جون هاي ويتني على موقع قاعدة بيانات الفيلم (الإنجليزية)